# Sten-Otto Liljedahl
Sten-Otto Liljedahl, folkbokförd Sten Otto Liljedahl, född 31 mars 1923 i Motala församling i Östergötlands län, död 10 augusti 1982 i Linköpings Sankt Lars församling i Östergötlands län, var en svensk läkare och professor i kirurgi i Linköping med behandling av brännskador som specialitet, ett område inom vilket han blev pionjär.
Liljedahl var son till disponenten Nils Liljedahl och Edith Svensson. Han blev medicine licentiat i Stockholm 1950, medicine doktor 1955 och docent i kirurgi vid Karolinska institutet i Solna 1958.
Han var extra ordinarie amanuens vid Karolinska institutets anatomiska institution 1945–1946, extra underläkare vid Arvika lasarett och extra stadsläkare i Nässjö 1949, extra underläkare vid Allmänna barnbördshuset i Stockholm 1950, extra underläkare och andre underläkare vid kvinnokliniken på Karolinska sjukhuset 1950, andre underläkare vid kirurgiska avdelningen på Lidköpings lasarett 1951–1956. Han var underläkare och biträdande överläkare vid kirurgiska kliniken på Karolinska sjukhuset 1955–1963, laborator i klinisk traumatologi 1963–1970 samt professor i kirurgi vid Linköpings högskola från 1971.
Han verkade som idrottsläkare och under flera år som läkare för såväl Fotbollförbundet som svenska OS-truppen. Han författade skrifter inom kirurgi samt medverkade med artiklar i ett flertal populärvetenskapliga skrifter inom idrottsmedicin.
Liljedahl var ordförande i Svensk Idrottsmedicinsk Förening (SIMF) 1968–1971.
Liljedahl var tillsammans med cykelhandlaren Ewert Rydell, också från Motala, initiativtagare till Vätternrundan. Anledningen var främst att Lijedahl, som var överviktig och storrökare, ville börja leva mer hälsosamt och ha ett mål för sin träning. För det andra ville han främja folkhälsan. För det tredje såg Liljedahl rundan som en möjlighet till intäkter till Motala AIF (Maif). Redan sommaren 1963 cyklade Liljedahl och Rydell de 30 milen runt Vättern.
Liljedahl hade också en gång varit batterist i en orkester.
Liljedahl gifte sig 1948 med Ingrid Fröjd (född 1925), dotter till köpmannen Birger Fröjd och Bertha Levin. De fick barnen Eva (född 1950), Peter (född 1956), fotbollsspelare i Motala AIF (Maif) och under tio år ytterback i IFK Norrköping med två SM-medaljer och Karin (född 1958). Sten-Otto Liljedahl är begravd på Motala griftegård.